# 深圳地铁北车长客A型电动列车
深圳地铁北车长客A型电动列车是深圳地铁的一款列车，于1号线、2号线、5号线行走。列车由中国北车长春轨道客车股份有限公司制造。

## 历史
- 2006年末，长客与深圳地铁有限公司签订了深圳地铁一期工程增购车辆合同，由长客为深圳自主研制4列计24辆A型地铁客车。列车于2008年下线，于2010年投入运营。[2]
- 2011年2月23日，2号线第26列及第27列车經由平南鐵路蛇口站运抵蛇口西车辆段。[3]
- 2012年12月28日，深圳地铁集团举行了车辆增购合同签约仪式。2号线和5号线共增购38列车（实际到货37列），为中国北车长春轨道客车股份有限公司制造。[4][5]
- 2014年11月18日，5号线首两列增购车抵段。[6]
- 2015年5月，2号线增购车（包括2391/2396編組）以甲種運送方式送抵深圳東站，及後以平板車轉送至蛇口西車輛段。
- 2015年5月5日，5号线首列增购车（列车编号：532）上线载客运营。
- 2015年7月10日，5号线增购车（列车编号：536）上线。[7][8]
- 2015年9月15日，2号线首列增购车（列车编号：236）上线载客运营。

## 技术特性

### 1号线（123－126）
- 圆弧形流线车头，整车线条流畅，美观大方。
- 列车采用闪灯图。
- 车卡与车卡相连处有两盏灯。[9]

### 2号线（201－235）
2号线列车采用国际先进的牵引、制动系统及网络控制技术，并以低碳为理念，在照明系统、墙板喷涂工艺等方面采用引领行业发展趋势的新技术。
- 整体车身与1号线列车相似，但车头顶部涂为黑色。
- 车内的乘客信息系统（PIDS）采用4:3尺寸LCD，使乘客能够更加方便地了解信息。
- 采用新的LED照明技术

### 2号线、5号线增購列車（236－251、531－551）
為配合深圳地鐵三期工程，2号线及5号线均增購新列車以應付客流。此批列车於2015年陸續上線投入服務，相较于前面两款列车进行了更多改进：
- 车身整体没有变化，但是车灯采用全新的LED灯设计，照明效果更好。
- 列車車頭燈組件改用類似Movia 456列車頭燈的造型。
- 同2号线列车一样，新车也采用液晶显示器，但比2号线列车的液晶显示器要宽很多，线路图也更加美观、大方。1号线南车株机电动列车增购车也采用跟本批列车类似的液晶显示器，但本批列车液晶显示器会在车门关闭后显示“车辆即将离站，请您站稳扶好！”的提示。[11]
- 车卡与车卡相连处设有两盏灯。
- 车门采用同南车株机电动列车一样的圓角窗设计，車門和其他批次一樣由南京康尼製造。
- 0240号车组採用中車青岛四方车辆研究所制造的牽引逆变器和辅助逆变器。

## 列车编组
| 1号线的组合（4列）01A0406長                                                                        |
| |
| |
| （Ⅰ）1231（Ⅱ）-（Ⅰ）1232（Ⅱ）-（Ⅰ）1233（Ⅱ）-（Ⅱ）1234（Ⅰ）-（Ⅱ）1235（Ⅰ）-（Ⅱ）1236（Ⅰ）          |
| （Ⅰ）1241（Ⅱ）-（Ⅰ）1242（Ⅱ）-（Ⅰ）1243（Ⅱ）-（Ⅱ）1244（Ⅰ）-（Ⅱ）1245（Ⅰ）-（Ⅱ）1246（Ⅰ）          |
| （Ⅰ）1251（Ⅱ）-（Ⅰ）1252（Ⅱ）-（Ⅰ）1253（Ⅱ）-（Ⅱ）1254（Ⅰ）-（Ⅱ）1255（Ⅰ）-（Ⅱ）1256（Ⅰ）          |
| （Ⅰ）1261（Ⅱ）-（Ⅰ）1262（Ⅱ）-（Ⅰ）1263（Ⅱ）-（Ⅱ）1264（Ⅰ）-（Ⅱ）1265（Ⅰ）-（Ⅱ）1266（Ⅰ）          |
| 其余22列为深圳地铁MOVIA电动车组(01A2206龐)、59列为深圳地铁南车株机电动列车(01A2606株、01A3306株)。 |

备注：
- 粉红色车卡表示该卡为女士优先车厢。
- 绿色车组表示该车组为制动闸瓦换型试验车。

| 往赤湾                                                                                    | 2号线的组合（35列）02A3506長 | 往小梅沙 |
|                                                                                           |                              |          |
|                                                                                           |                              |          |
| （Ⅰ）2016（Ⅱ）-（Ⅰ）2015（Ⅱ）-（Ⅰ）2014（Ⅱ）-（Ⅰ）2013（Ⅰ）-（Ⅰ）2012（Ⅰ）-（Ⅰ）2011（Ⅰ） |                              |          |
| （Ⅰ）2026（Ⅱ）-（Ⅰ）2025（Ⅱ）-（Ⅰ）2024（Ⅱ）-（Ⅰ）2023（Ⅰ）-（Ⅰ）2022（Ⅰ）-（Ⅰ）2021（Ⅰ） |                              |          |
| （Ⅰ）2036（Ⅱ）-（Ⅰ）2035（Ⅱ）-（Ⅰ）2034（Ⅱ）-（Ⅰ）2033（Ⅰ）-（Ⅰ）2032（Ⅰ）-（Ⅰ）2031（Ⅰ） |                              |          |
| （Ⅰ）2046（Ⅱ）-（Ⅰ）2045（Ⅱ）-（Ⅰ）2044（Ⅱ）-（Ⅰ）2043（Ⅰ）-（Ⅰ）2042（Ⅰ）-（Ⅰ）2041（Ⅰ） |                              |          |
| （Ⅰ）2056（Ⅱ）-（Ⅰ）2055（Ⅱ）-（Ⅰ）2054（Ⅱ）-（Ⅰ）2053（Ⅰ）-（Ⅰ）2052（Ⅰ）-（Ⅰ）2051（Ⅰ） |                              |          |
| （Ⅰ）2066（Ⅱ）-（Ⅰ）2065（Ⅱ）-（Ⅰ）2064（Ⅱ）-（Ⅰ）2063（Ⅰ）-（Ⅰ）2062（Ⅰ）-（Ⅰ）2061（Ⅰ） |                              |          |
| （Ⅰ）2076（Ⅱ）-（Ⅰ）2075（Ⅱ）-（Ⅰ）2074（Ⅱ）-（Ⅰ）2073（Ⅰ）-（Ⅰ）2072（Ⅰ）-（Ⅰ）2071（Ⅰ） |                              |          |
| （Ⅰ）2086（Ⅱ）-（Ⅰ）2085（Ⅱ）-（Ⅰ）2084（Ⅱ）-（Ⅰ）2083（Ⅰ）-（Ⅰ）2082（Ⅰ）-（Ⅰ）2081（Ⅰ） |                              |          |
| （Ⅰ）2096（Ⅱ）-（Ⅰ）2095（Ⅱ）-（Ⅰ）2094（Ⅱ）-（Ⅰ）2093（Ⅰ）-（Ⅰ）2092（Ⅰ）-（Ⅰ）2091（Ⅰ） |                              |          |
| （Ⅰ）2106（Ⅱ）-（Ⅰ）2105（Ⅱ）-（Ⅰ）2104（Ⅱ）-（Ⅰ）2103（Ⅰ）-（Ⅰ）2102（Ⅰ）-（Ⅰ）2101（Ⅰ） |                              |          |
| （Ⅰ）2116（Ⅱ）-（Ⅰ）2115（Ⅱ）-（Ⅰ）2114（Ⅱ）-（Ⅰ）2113（Ⅰ）-（Ⅰ）2112（Ⅰ）-（Ⅰ）2111（Ⅰ） |                              |          |
| （Ⅰ）2126（Ⅱ）-（Ⅰ）2125（Ⅱ）-（Ⅰ）2124（Ⅱ）-（Ⅱ）2123（Ⅰ）-（Ⅱ）2122（Ⅰ）-（Ⅱ）2121（Ⅰ） |                              |          |
| （Ⅰ）2136（Ⅱ）-（Ⅰ）2135（Ⅱ）-（Ⅰ）2134（Ⅱ）-（Ⅱ）2133（Ⅰ）-（Ⅱ）2132（Ⅰ）-（Ⅱ）2131（Ⅰ） |                              |          |
| （Ⅰ）2146（Ⅱ）-（Ⅰ）2145（Ⅱ）-（Ⅰ）2144（Ⅱ）-（Ⅰ）2143（Ⅰ）-（Ⅰ）2142（Ⅰ）-（Ⅰ）2141（Ⅰ） |                              |          |
| （Ⅰ）2156（Ⅱ）-（Ⅰ）2155（Ⅱ）-（Ⅰ）2154（Ⅱ）-（Ⅰ）2153（Ⅰ）-（Ⅰ）2152（Ⅰ）-（Ⅰ）2151（Ⅰ） |                              |          |
| （Ⅰ）2166（Ⅱ）-（Ⅰ）2165（Ⅱ）-（Ⅰ）2164（Ⅱ）-（Ⅰ）2163（Ⅰ）-（Ⅰ）2162（Ⅰ）-（Ⅰ）2161（Ⅰ） |                              |          |
| （Ⅰ）2176（Ⅱ）-（Ⅰ）2175（Ⅱ）-（Ⅰ）2174（Ⅱ）-（Ⅰ）2173（Ⅰ）-（Ⅰ）2172（Ⅰ）-（Ⅰ）2171（Ⅰ） |                              |          |
| （Ⅰ）2186（Ⅱ）-（Ⅰ）2185（Ⅱ）-（Ⅰ）2184（Ⅱ）-（Ⅰ）2183（Ⅰ）-（Ⅰ）2182（Ⅰ）-（Ⅰ）2181（Ⅰ） |                              |          |
| （Ⅰ）2196（Ⅱ）-（Ⅰ）2195（Ⅱ）-（Ⅰ）2194（Ⅱ）-（Ⅰ）2193（Ⅰ）-（Ⅰ）2192（Ⅰ）-（Ⅰ）2191（Ⅰ） |                              |          |
| （Ⅰ）2206（Ⅱ）-（Ⅰ）2205（Ⅱ）-（Ⅰ）2204（Ⅱ）-（Ⅰ）2203（Ⅰ）-（Ⅰ）2202（Ⅰ）-（Ⅰ）2201（Ⅰ） |                              |          |
| （Ⅰ）2216（Ⅱ）-（Ⅰ）2215（Ⅱ）-（Ⅰ）2214（Ⅱ）-（Ⅰ）2213（Ⅰ）-（Ⅰ）2212（Ⅰ）-（Ⅰ）2211（Ⅰ） |                              |          |
| （Ⅰ）2226（Ⅱ）-（Ⅰ）2225（Ⅱ）-（Ⅰ）2224（Ⅱ）-（Ⅰ）2223（Ⅰ）-（Ⅰ）2222（Ⅰ）-（Ⅰ）2221（Ⅰ） |                              |          |
| （Ⅰ）2236（Ⅱ）-（Ⅰ）2235（Ⅱ）-（Ⅰ）2234（Ⅱ）-（Ⅰ）2233（Ⅰ）-（Ⅰ）2232（Ⅰ）-（Ⅰ）2231（Ⅰ） |                              |          |
| （Ⅰ）2246（Ⅱ）-（Ⅰ）2245（Ⅱ）-（Ⅰ）2244（Ⅱ）-（Ⅰ）2243（Ⅰ）-（Ⅰ）2242（Ⅰ）-（Ⅰ）2241（Ⅰ） |                              |          |
| （Ⅰ）2256（Ⅱ）-（Ⅰ）2255（Ⅱ）-（Ⅰ）2254（Ⅱ）-（Ⅰ）2253（Ⅰ）-（Ⅰ）2252（Ⅰ）-（Ⅰ）2251（Ⅰ） |                              |          |
| （Ⅰ）2266（Ⅱ）-（Ⅰ）2265（Ⅱ）-（Ⅰ）2264（Ⅱ）-（Ⅰ）2263（Ⅰ）-（Ⅰ）2262（Ⅰ）-（Ⅰ）2261（Ⅰ） |                              |          |
| （Ⅰ）2276（Ⅱ）-（Ⅰ）2275（Ⅱ）-（Ⅰ）2274（Ⅱ）-（Ⅰ）2273（Ⅰ）-（Ⅰ）2272（Ⅰ）-（Ⅰ）2271（Ⅰ） |                              |          |
| （Ⅰ）2286（Ⅱ）-（Ⅰ）2285（Ⅱ）-（Ⅰ）2284（Ⅱ）-（Ⅰ）2283（Ⅰ）-（Ⅰ）2282（Ⅰ）-（Ⅰ）2281（Ⅰ） |                              |          |
| （Ⅰ）2296（Ⅱ）-（Ⅰ）2295（Ⅱ）-（Ⅰ）2294（Ⅱ）-（Ⅰ）2293（Ⅰ）-（Ⅰ）2292（Ⅰ）-（Ⅰ）2291（Ⅰ） |                              |          |
| （Ⅰ）2306（Ⅱ）-（Ⅰ）2305（Ⅱ）-（Ⅰ）2304（Ⅱ）-（Ⅰ）2303（Ⅰ）-（Ⅰ）2302（Ⅰ）-（Ⅰ）2301（Ⅰ） |                              |          |
| （Ⅰ）2316（Ⅱ）-（Ⅰ）2315（Ⅱ）-（Ⅰ）2314（Ⅱ）-（Ⅰ）2313（Ⅰ）-（Ⅰ）2312（Ⅰ）-（Ⅰ）2311（Ⅰ） |                              |          |
| （Ⅰ）2326（Ⅱ）-（Ⅰ）2325（Ⅱ）-（Ⅰ）2324（Ⅱ）-（Ⅰ）2323（Ⅰ）-（Ⅰ）2322（Ⅰ）-（Ⅰ）2321（Ⅰ） |                              |          |
| （Ⅰ）2336（Ⅱ）-（Ⅰ）2335（Ⅱ）-（Ⅰ）2334（Ⅱ）-（Ⅰ）2333（Ⅰ）-（Ⅰ）2332（Ⅰ）-（Ⅰ）2331（Ⅰ） |                              |          |
| （Ⅰ）2346（Ⅱ）-（Ⅰ）2345（Ⅱ）-（Ⅰ）2344（Ⅱ）-（Ⅰ）2343（Ⅰ）-（Ⅰ）2342（Ⅰ）-（Ⅰ）2341（Ⅰ） |                              |          |
| （Ⅰ）2356（Ⅱ）-（Ⅰ）2355（Ⅱ）-（Ⅰ）2354（Ⅱ）-（Ⅰ）2353（Ⅰ）-（Ⅰ）2352（Ⅰ）-（Ⅰ）2351（Ⅰ） |                              |          |
| 下面有14列同型號列車，車型編號為(02A1606長)                                               |                              |          |

| 往赤湾                                                                                                  | 2号线的组合（14列）02A1606長 | 往小梅沙 |
| |                              |          |
| |                              |          |
| 上面有35列同型號列車，車型編號為(02A3506長)                                                             |                              |          |
| （Ⅰ）2366（Ⅱ）-（Ⅰ）2365（Ⅱ）-（Ⅰ）2364（Ⅱ）-（Ⅰ）2363（Ⅰ）-（Ⅰ）2362（Ⅰ）-（Ⅰ）2361（Ⅰ）               |                              |          |
| （Ⅰ）2396（Ⅱ）-（Ⅰ）2395（Ⅱ）-（Ⅰ）2394（Ⅱ）-（Ⅰ）2393（Ⅰ）-（Ⅰ）2392（Ⅰ）-（Ⅰ）2391（Ⅰ）               |                              |          |
| （Ⅰ）2406（Ⅱ）-（Ⅰ）2405（Ⅱ）-（Ⅰ）2404（Ⅱ）-（Ⅰ）2403（Ⅰ）-（Ⅰ）2402（Ⅰ）-（Ⅰ）2401（Ⅰ）[CSRSF][CNRSF] |                              |          |
| （Ⅰ）2416（Ⅱ）-（Ⅰ）2415（Ⅱ）-（Ⅰ）2414（Ⅱ）-（Ⅱ）2413（Ⅰ）-（Ⅱ）2412（Ⅰ）-（Ⅱ）2411（Ⅰ）               |                              |          |
| （Ⅰ）2426（Ⅱ）-（Ⅰ）2425（Ⅱ）-（Ⅰ）2424（Ⅱ）-（Ⅱ）2423（Ⅰ）-（Ⅱ）2422（Ⅰ）-（Ⅱ）2421（Ⅰ）               |                              |          |
| （Ⅰ）2436（Ⅱ）-（Ⅰ）2435（Ⅱ）-（Ⅰ）2434（Ⅱ）-（Ⅰ）2433（Ⅰ）-（Ⅰ）2432（Ⅰ）-（Ⅰ）2431（Ⅰ）               |                              |          |
| （Ⅰ）2446（Ⅱ）-（Ⅰ）2445（Ⅱ）-（Ⅰ）2444（Ⅱ）-（Ⅰ）2443（Ⅰ）-（Ⅰ）2442（Ⅰ）-（Ⅰ）2441（Ⅰ）               |                              |          |
| （Ⅰ）2456（Ⅱ）-（Ⅰ）2455（Ⅱ）-（Ⅰ）2454（Ⅱ）-（Ⅰ）2453（Ⅰ）-（Ⅰ）2452（Ⅰ）-（Ⅰ）2451（Ⅰ）               |                              |          |
| （Ⅰ）2466（Ⅱ）-（Ⅰ）2465（Ⅱ）-（Ⅰ）2464（Ⅱ）-（Ⅰ）2463（Ⅰ）-（Ⅰ）2462（Ⅰ）-（Ⅰ）2461（Ⅰ）               |                              |          |
| （Ⅰ）2476（Ⅱ）-（Ⅰ）2475（Ⅱ）-（Ⅰ）2474（Ⅱ）-（Ⅰ）2473（Ⅰ）-（Ⅰ）2472（Ⅰ）-（Ⅰ）2471（Ⅰ）               |                              |          |
| （Ⅰ）2486（Ⅱ）-（Ⅰ）2485（Ⅱ）-（Ⅰ）2484（Ⅱ）-（Ⅰ）2483（Ⅰ）-（Ⅰ）2482（Ⅰ）-（Ⅰ）2481（Ⅰ）               |                              |          |
| （Ⅰ）2496（Ⅱ）-（Ⅰ）2495（Ⅱ）-（Ⅰ）2494（Ⅱ）-（Ⅰ）2493（Ⅰ）-（Ⅰ）2492（Ⅰ）-（Ⅰ）2491（Ⅰ）               |                              |          |
| （Ⅰ）2506（Ⅱ）-（Ⅰ）2505（Ⅱ）-（Ⅰ）2504（Ⅱ）-（Ⅰ）2503（Ⅰ）-（Ⅰ）2502（Ⅰ）-（Ⅰ）2501（Ⅰ）               |                              |          |
| （Ⅰ）2516（Ⅱ）-（Ⅰ）2515（Ⅱ）-（Ⅰ）2514（Ⅱ）-（Ⅰ）2513（Ⅰ）-（Ⅰ）2512（Ⅰ）-（Ⅰ）2511（Ⅰ）               |                              |          |
| 其余27列为深圳地铁中车株机电动列车(02A0606株、02A2406株08A2406株)                                       |                              |          |

备注：
- 粉红色车卡表示该卡为女士优先车厢。
- 浅绿色车组表示该车组为2006年合约的车组。
- 紫色间车组表示该车组曾经行走环中线（5号线）。
- 品蓝色车组表示该车组为2012年合约的车组。
- CSRSF 表示该车组电机由南车四方所制造。
- CNRSF 表示该车组牵引逆变器由北车四方所制造。

| 往黄贝岭                                                                                  | 5号线的组合（21列）05A2106長 | 往赤湾 |
|                                                                                           |                              |        |
|                                                                                           |                              |        |
| （Ⅰ）5311（Ⅱ）-（Ⅰ）5312（Ⅱ）-（Ⅰ）5313（Ⅱ）-（Ⅱ）5314（Ⅰ）-（Ⅱ）5315（Ⅰ）-（Ⅱ）5316（Ⅰ） |                              |        |
| （Ⅰ）5321（Ⅱ）-（Ⅰ）5322（Ⅱ）-（Ⅰ）5323（Ⅱ）-（Ⅱ）5324（Ⅰ）-（Ⅱ）5325（Ⅰ）-（Ⅱ）5326（Ⅰ） |                              |        |
| （Ⅰ）5331（Ⅱ）-（Ⅰ）5332（Ⅱ）-（Ⅰ）5333（Ⅱ）-（Ⅱ）5334（Ⅰ）-（Ⅱ）5335（Ⅰ）-（Ⅱ）5336（Ⅰ） |                              |        |
| （Ⅰ）5341（Ⅱ）-（Ⅰ）5342（Ⅱ）-（Ⅰ）5343（Ⅱ）-（Ⅱ）5344（Ⅰ）-（Ⅱ）5345（Ⅰ）-（Ⅱ）5346（Ⅰ） |                              |        |
| （Ⅰ）5351（Ⅱ）-（Ⅰ）5352（Ⅱ）-（Ⅰ）5353（Ⅱ）-（Ⅱ）5354（Ⅰ）-（Ⅱ）5355（Ⅰ）-（Ⅱ）5356（Ⅰ） |                              |        |
| （Ⅰ）5361（Ⅱ）-（Ⅰ）5362（Ⅱ）-（Ⅰ）5363（Ⅱ）-（Ⅱ）5364（Ⅰ）-（Ⅱ）5365（Ⅰ）-（Ⅱ）5366（Ⅰ） |                              |        |
| （Ⅰ）5371（Ⅱ）-（Ⅰ）5372（Ⅱ）-（Ⅰ）5373（Ⅱ）-（Ⅱ）5374（Ⅰ）-（Ⅱ）5375（Ⅰ）-（Ⅱ）5376（Ⅰ） |                              |        |
| （Ⅰ）5381（Ⅱ）-（Ⅰ）5382（Ⅱ）-（Ⅰ）5383（Ⅱ）-（Ⅱ）5384（Ⅰ）-（Ⅱ）5385（Ⅰ）-（Ⅱ）5386（Ⅰ） |                              |        |
| （Ⅰ）5391（Ⅱ）-（Ⅰ）5392（Ⅱ）-（Ⅰ）5393（Ⅱ）-（Ⅱ）5394（Ⅰ）-（Ⅱ）5395（Ⅰ）-（Ⅱ）5396（Ⅰ） |                              |        |
| （Ⅰ）5401（Ⅱ）-（Ⅰ）5402（Ⅱ）-（Ⅰ）5403（Ⅱ）-（Ⅱ）5404（Ⅰ）-（Ⅱ）5405（Ⅰ）-（Ⅱ）5406（Ⅰ） |                              |        |
| （Ⅰ）5411（Ⅱ）-（Ⅰ）5412（Ⅱ）-（Ⅰ）5413（Ⅱ）-（Ⅱ）5414（Ⅰ）-（Ⅱ）5415（Ⅰ）-（Ⅱ）5416（Ⅰ） |                              |        |
| （Ⅰ）5421（Ⅱ）-（Ⅰ）5422（Ⅱ）-（Ⅰ）5423（Ⅱ）-（Ⅱ）5424（Ⅰ）-（Ⅱ）5425（Ⅰ）-（Ⅱ）5426（Ⅰ） |                              |        |
| （Ⅰ）5431（Ⅱ）-（Ⅰ）5432（Ⅱ）-（Ⅰ）5433（Ⅱ）-（Ⅱ）5434（Ⅰ）-（Ⅱ）5435（Ⅰ）-（Ⅱ）5436（Ⅰ） |                              |        |
| （Ⅰ）5441（Ⅱ）-（Ⅰ）5442（Ⅱ）-（Ⅰ）5443（Ⅱ）-（Ⅱ）5444（Ⅰ）-（Ⅱ）5445（Ⅰ）-（Ⅱ）5446（Ⅰ） |                              |        |
| （Ⅰ）5451（Ⅱ）-（Ⅰ）5452（Ⅱ）-（Ⅰ）5453（Ⅱ）-（Ⅱ）5454（Ⅰ）-（Ⅱ）5455（Ⅰ）-（Ⅱ）5456（Ⅰ） |                              |        |
| （Ⅰ）5461（Ⅱ）-（Ⅰ）5462（Ⅱ）-（Ⅰ）5463（Ⅱ）-（Ⅱ）5464（Ⅰ）-（Ⅱ）5465（Ⅰ）-（Ⅱ）5466（Ⅰ） |                              |        |
| （Ⅰ）5471（Ⅱ）-（Ⅰ）5472（Ⅱ）-（Ⅰ）5473（Ⅱ）-（Ⅱ）5474（Ⅰ）-（Ⅱ）5475（Ⅰ）-（Ⅱ）5476（Ⅰ） |                              |        |
| （Ⅰ）5481（Ⅱ）-（Ⅰ）5482（Ⅱ）-（Ⅰ）5483（Ⅱ）-（Ⅱ）5484（Ⅰ）-（Ⅱ）5485（Ⅰ）-（Ⅱ）5486（Ⅰ） |                              |        |
| （Ⅰ）5491（Ⅱ）-（Ⅰ）5492（Ⅱ）-（Ⅰ）5493（Ⅱ）-（Ⅱ）5494（Ⅰ）-（Ⅱ）5495（Ⅰ）-（Ⅱ）5496（Ⅰ） |                              |        |
| （Ⅰ）5501（Ⅱ）-（Ⅰ）5502（Ⅱ）-（Ⅰ）5503（Ⅱ）-（Ⅱ）5504（Ⅰ）-（Ⅱ）5505（Ⅰ）-（Ⅱ）5506（Ⅰ） |                              |        |
| （Ⅰ）5511（Ⅱ）-（Ⅰ）5512（Ⅱ）-（Ⅰ）5513（Ⅱ）-（Ⅱ）5514（Ⅰ）-（Ⅱ）5515（Ⅰ）-（Ⅱ）5516（Ⅰ） |                              |        |
| 下面有2列同型號支援列車，02A1606長                                                        |                              |        |

| ←赤湾 | 2号线列車支援5号线的组合（2列）02A1606長 | 黄贝岭→ |
| |                                          |         |
| |                                          |         |
| 上面有21列同型號列車，車型編號為(05A2106長)                                                                                        |                                          |         |
| （Ⅰ）2376（Ⅱ）-（Ⅰ）2375（Ⅱ）-（Ⅰ）2374（Ⅱ）-（Ⅱ）2373（Ⅰ）-（Ⅱ）2372（Ⅰ）-（Ⅱ）2371（Ⅰ）                                          |                                          |         |
| （Ⅰ）2386（Ⅱ）-（Ⅰ）2385（Ⅱ）-（Ⅰ）2384（Ⅱ）-（Ⅱ）2383（Ⅰ）-（Ⅱ）2382（Ⅰ）-（Ⅱ）2381（Ⅰ）                                          |                                          |         |
| 其余30列为深圳地铁南车株机电动列车(05A2206株、05A0806株)，13列为深圳地铁中车株机电动列车(05A0706株、02A0606株、02A2406株08A2406株) |                                          |         |

备注：
- 粉红色车卡表示该卡为女士优先车厢。

## 图集

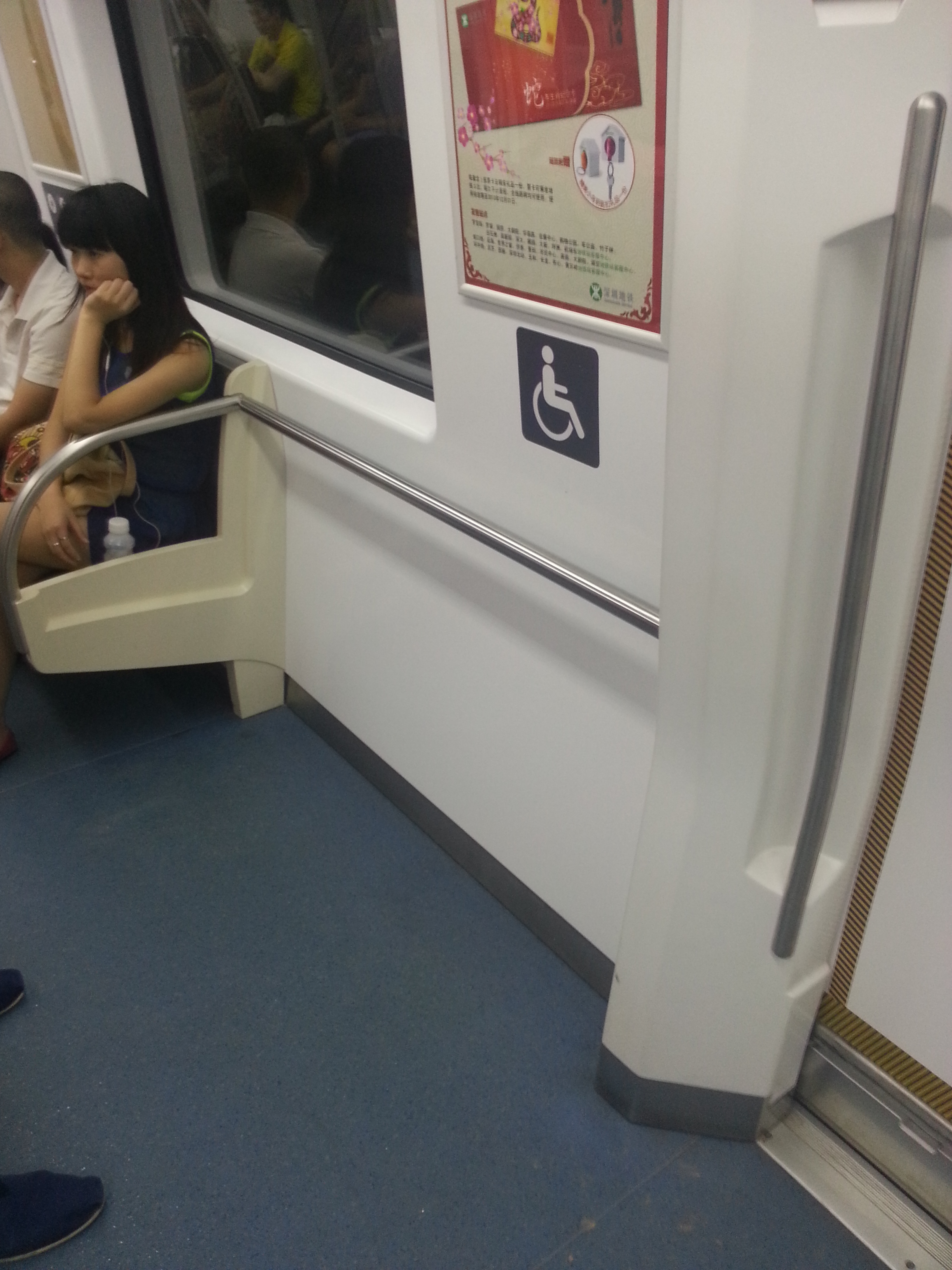
2号线车厢内的轮椅区
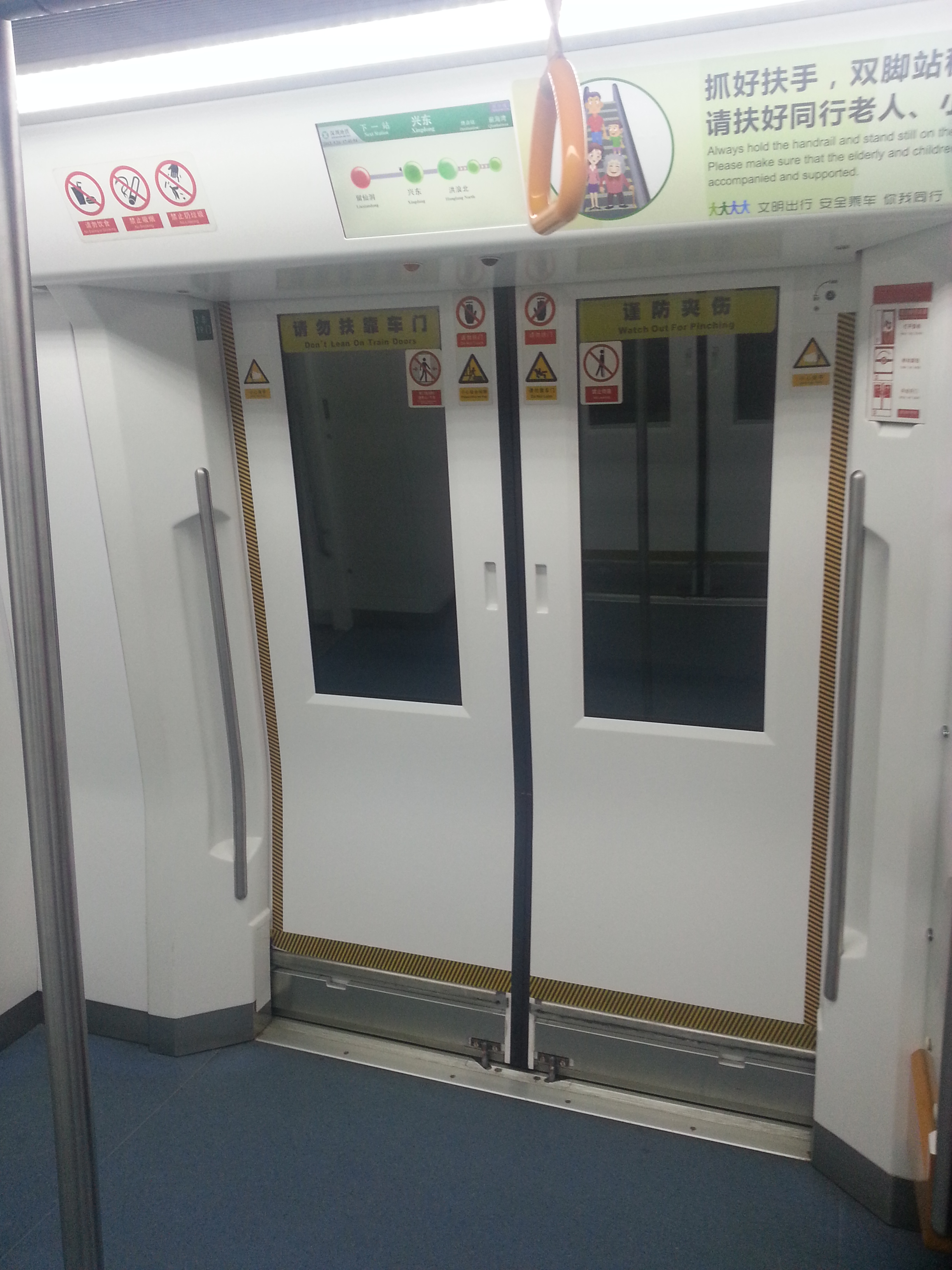
2号线车门上方安装了液晶显示屏旧款报站动画
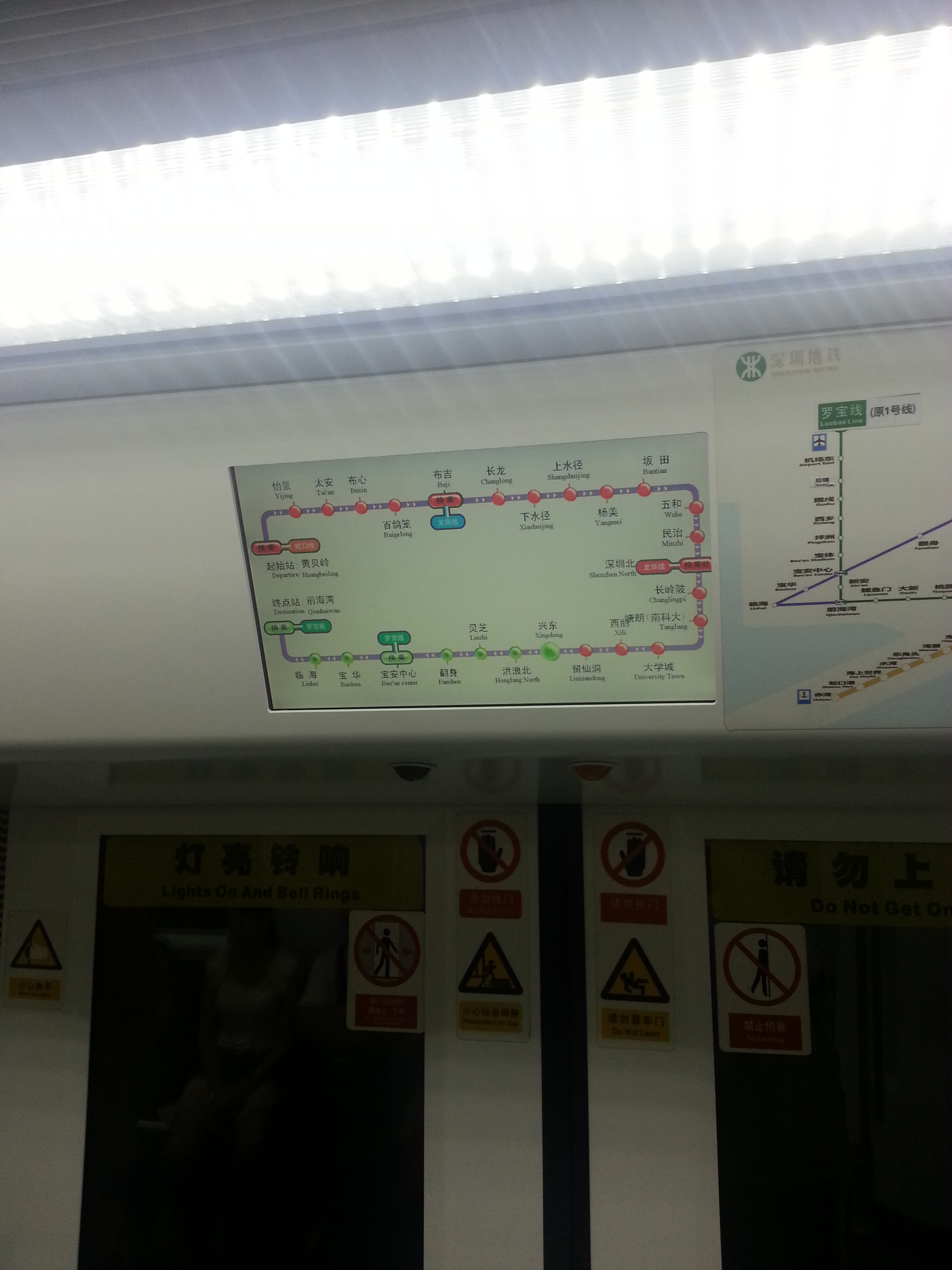
原制造用於2号线的列车，行走在5号线上，屏幕显示为5号线的运行图
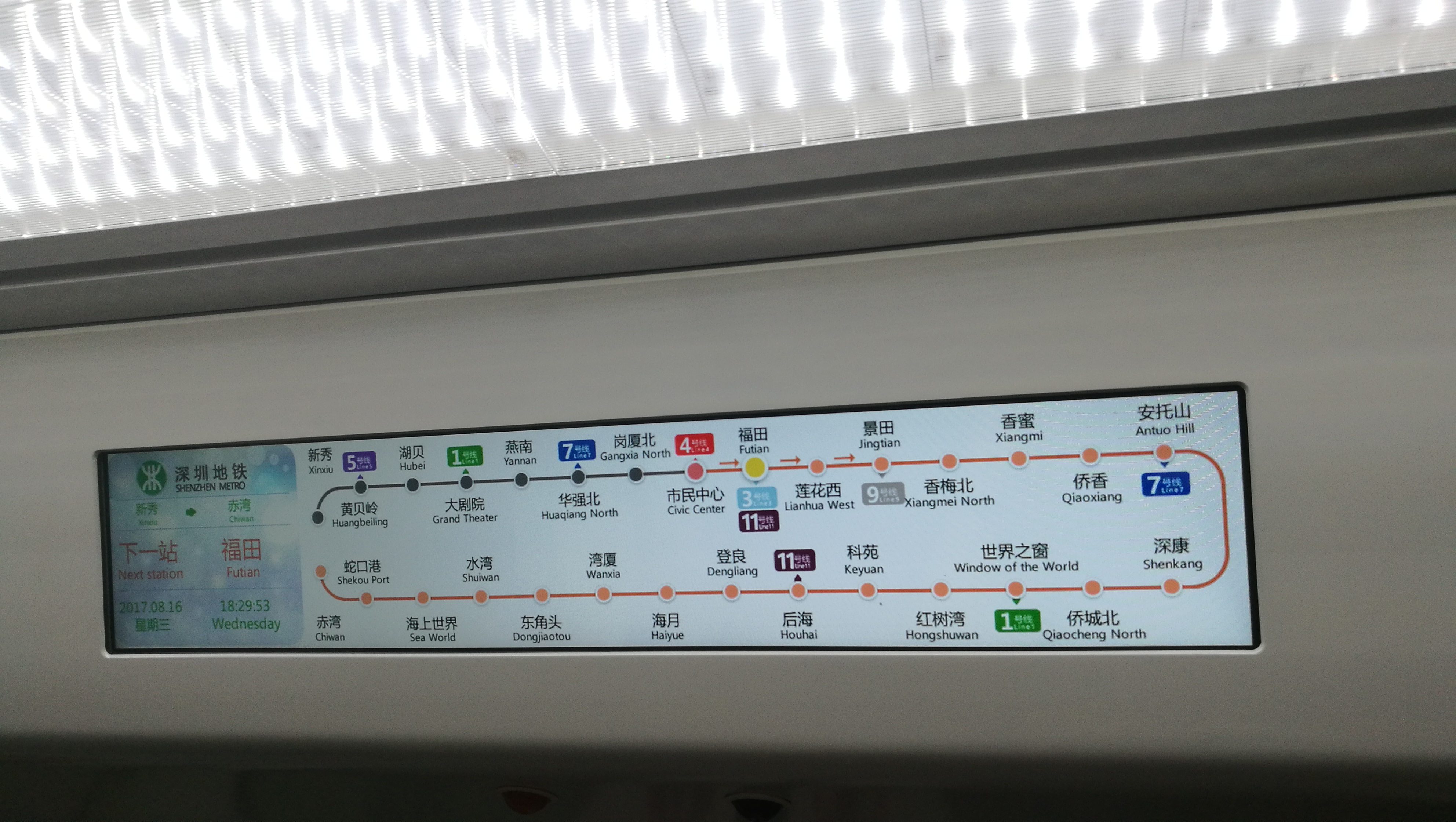
2号线新列车采用长条形线路图显示屏
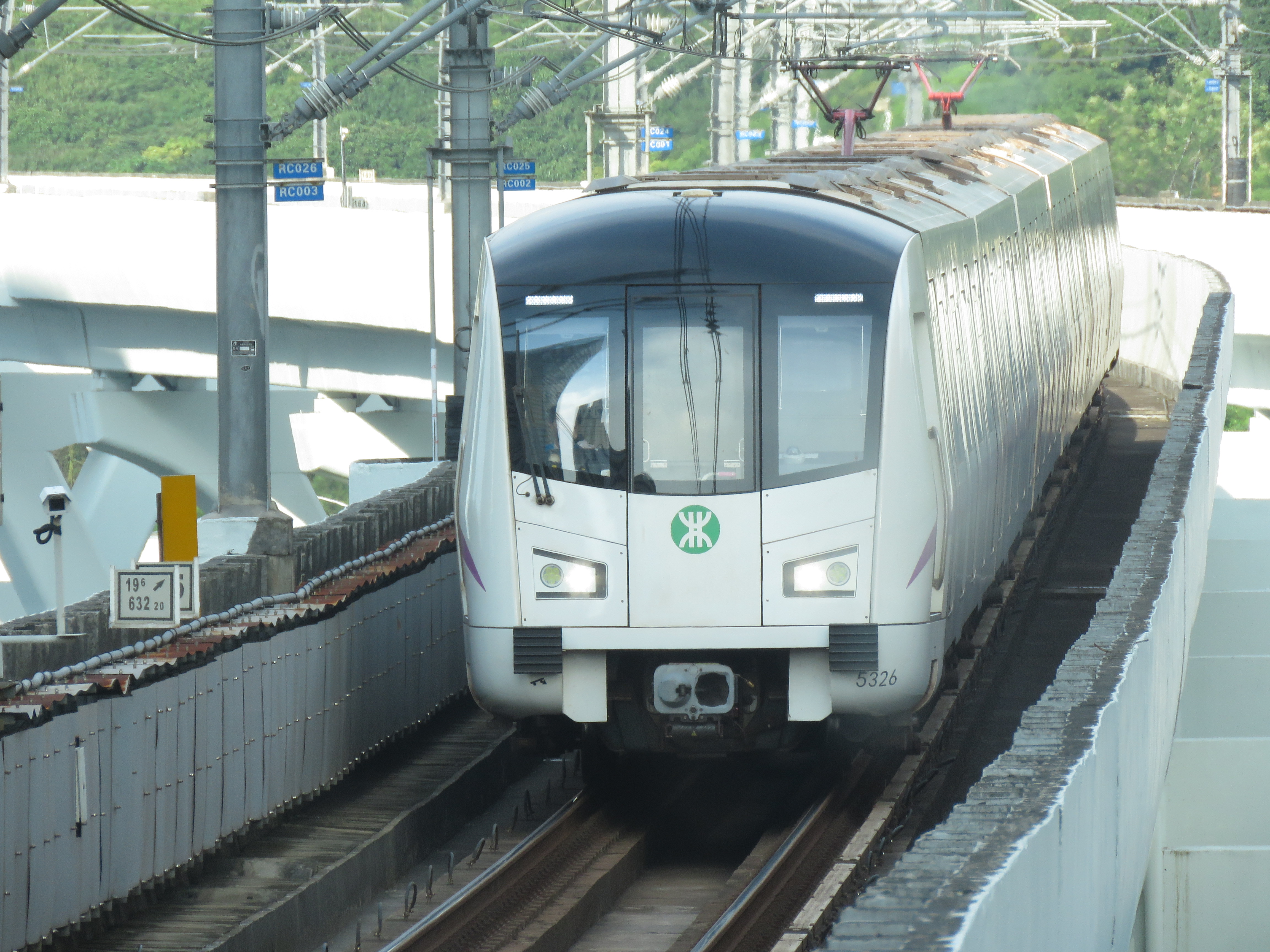
5号线增购列车
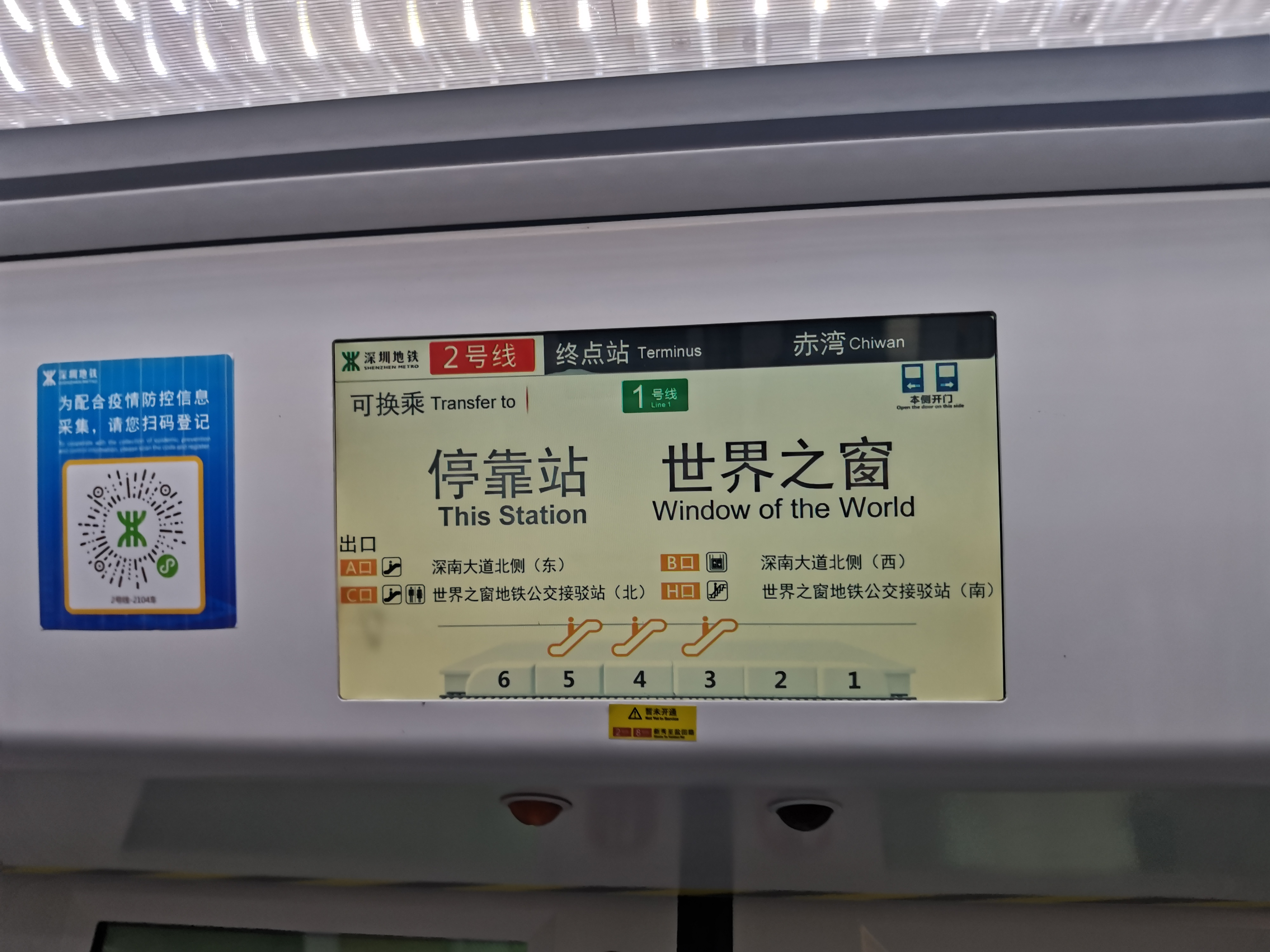
2号线列车现在使用的报站动画